# Миньон, Леон
Леон Миньон (Léon Mignon; 9 апреля 1847, Льеж — 30 сентября 1898, Схарбек) — бельгийский скульптор, работавший в реалистической манере, известен своими изображениями быков.
В 1871 году Миньон окончил обучение в Королевской академии изящных искусств Льежа, где он являлся учеником бельгийского скульптора Проспера Дриона. После своей первой выставки в Салоне в Генте художник получает стипендию от Фонда Ламберта Дарчи для дальнейшего обучения в Италии.

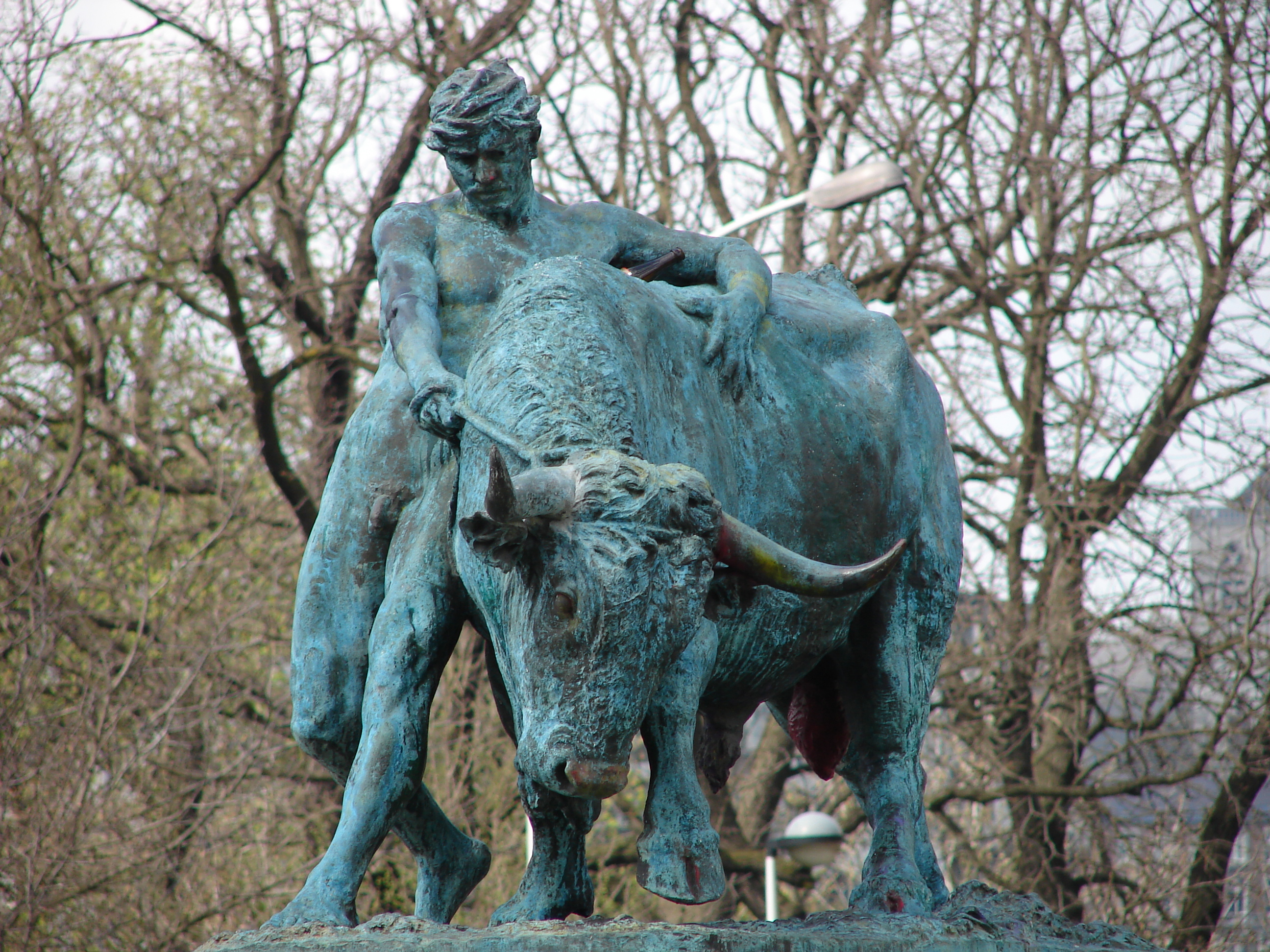
Укрощение быка (1880) Льеж

Миньон основал свою студию в Париже в 1876 году в сотрудничестве с Полом де Винье, затем окончательно обосновался в бельгийском Схарбеке. Миньон был удостоен золотой медали Парижского Салона 1880 года за свою скульптуру Le dompteur de taureau или Le Torê (Укрощение быка). Позднейшая установка работы в Льеже вызвала ожесточённые споры — местные жители сочли неприличным реалистичное изображение обнажённого тела.
Позднее скульптура станет талисманом студентов, которые прятали её в подвалах Королевской академии изящных искусств, чтобы защитить во время Второй мировой войны. Возвращение скульптуры после войны и связанные с этим праздничные шествия легли в основу студенческого фестиваля Сен-Тор (Святого Тельца), традиционного праздника, проходящего в третью неделю марта. Ежегодно студенты перекрашивают тестикулы быка в цвета факультета-президента AGEL (Всеобщей ассоциации студентов Льежа) текущего года. Именно эта статуя и то, что она символизирует в студенческом фольклоре, отражается в названии студенческой газеты Университета Льежа: Le P’tit Torê.
Бык стал эмблемой Льежа вместе с городским девизом Liège, forcer l’avenir! «Льеж, сила будущего!». Несколько местных компаний используют образ быка в своих логотипах, в том числе пивной бренд Jupiler.

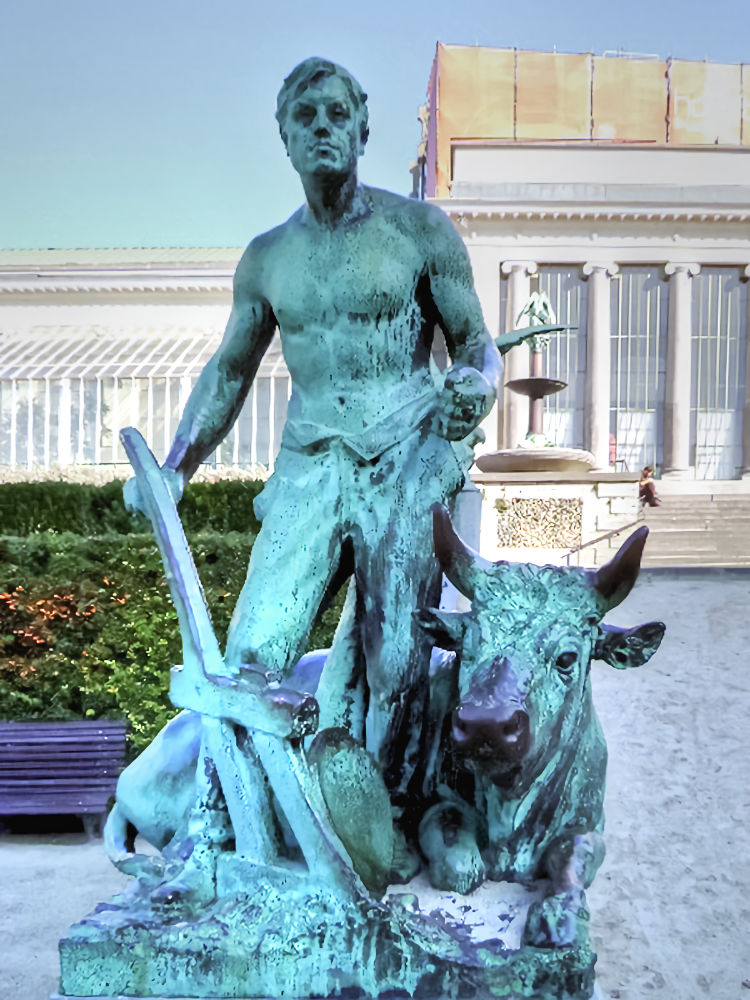
Оливковое дерево или Мир, (1898) Брюссель

В Ботаническом саду Брюсселя можно увидеть ещё одну скульптуру Миньона: L’Olivier или La Paix («Оливковое дерево» или «Мир»), представляющую пахаря и его быка. Другая работа Леона Миньона находится в Королевских музеях изящных искусств в Брюсселе; это работа под названием Combat de taureaux dans la campagne romaine («Бой быков в римской деревне»).

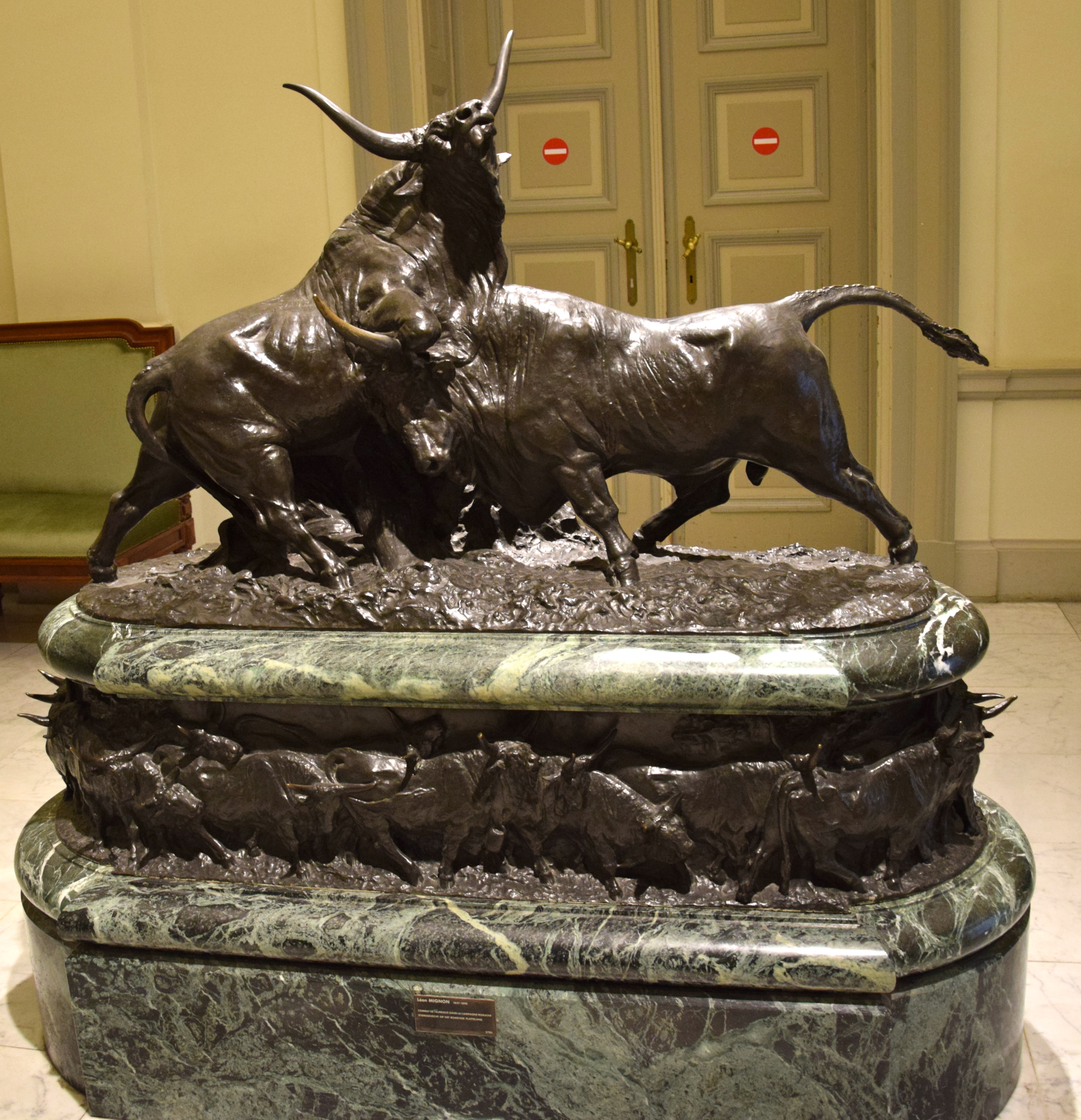
Бой быков в римской деревне, Королевские музеи изящных искусств, Брюссель

## Работы
- 1871: Бюст Фердинанда Пьерко, Музей валлонского искусства, Льеж
- 1881: Укрощение Быка (Le Torê), Terrasses d’Avroy, Льеж
- 1885—1886: Бык в покое, Terrasses d’Avroy, Льеж
- 1892: Аллегория философии на фасаде центрального здания Университета Льежа
- 1894—1898: Оливковое дерево или Мир, Ботанический сад Брюсселя
- 1896: Бюст художника Альфреда Верви в Кнокке-Хейсте
- Бюст профессора Филиппа-Шарля Шмерлинга, Авирс
- Бой быков в римской деревне, Королевские музеи изящных искусств, Брюссель

## Память
В 1899 году в Схарбеке одной из улиц присвоено имя Леона Миньона. В Льеже также есть улица имени скульптора и школа оружейных и ювелирных украшений, названная в его честь.